# Fumonisina B1
La Fumonisina B1 es el miembro predominante de una familia de micotoxinas, conocidas como fumonisinas, producidas por varias especies del moho Fusarium, tales como Fusarium verticillioides y Fusarium moniliforme, el cual puede ocurrir principalmente en el maíz, trigo y otros cereales. La contaminación del maíz por Fumonisina B1 ha sido reportada en todo el mundo a niveles de mg/kg. La exposición humana ocurre a niveles de microgramos a miligramos por día y es mayor en regiones donde los productos del maíz forman parte de la dieta alimentaria.
Fumonisina B1 es un inhibidor de la esfingosino N-aciltransferasa o ceramida sintasa. 
Fumonisina B1 es hepatotóxica y nefrotóxica en todas las especies animales probadas. Los primeros cambios histológicos que aparecen el hígado o riñones de los animales tratados con fumosinina son la apoptosis seguida por proliferación de células regenerativas. Mientras que la toxicidad aguda de fumonisina es baja, es la causa conocida de dos enfermedades que se presentan en animales domésticos con inicio rápido: síndrome de leucoencéfalomalacia equina y síndrome de edema pulmonar porcina. Ambas enfermedades involucran metabolismo de esfingolípidos perturbado y disfunción cardiovascular.
Las Fumonisinas B1 y B2 fueron descubiertas en 1988 por W. C. A. GELDERBLOM et al. El nombre Fumonisina proviene del origen fúngico del compuesto: FUsarium MONIliforme.